# Lars Höglund
Lars Höglund, född 1946 i Sundsvall, är en svensk professor i biblioteks- och informationsvetenskap som varit verksam vid Göteborgs universitet och Bibliotekshögskolan i Borås. Han var även biträdande prefekt för Bibliotekshögskolan i vid Högskolan i Borås.

## Forskning
Höglunds forskning rör framförallt informationsbeteende och biblioteks- och informationstjänster i ett organisations- och samhällsperspektiv. Tillsammans med Olle Persson grundade Höglund forskningsgruppen Inforsk i Umeå under 1970-talet.